# Naldo Benny
Ronaldo Jorge da Silva (Rio de Janeiro, 19 de abril de 1979), mais conhecido pelo seu nome artistico, Naldo Benny, é um cantor, compositor e dançarino brasileiro. Em 1996, formou dupla com seu irmão Lula, já falecido, e começou a cantar em bares e boates do subúrbio do Rio de Janeiro. Em 2009, começou a atuar em seu primeiro trabalho solo. Nesse mesmo ano lançou seu primeiro álbum de estúdio, Na Veia.

## Biografia
Nascido e criado em uma família humilde do subúrbio carioca, em uma das inúmeras favelas do Complexo da Maré. Seu pai é soldador elétrico e sua mãe, já falecida, era dona de casa, que eventualmente vendia cosméticos para complementar a renda familiar. Filho de família neopentecostal, ele começou a cantar em uma igreja ao lado de sua casa, ainda criança. Aos 15 anos fez aulas de canto e de diversos instrumentos musicais.

## Carreira

### 1996–2008: Carreira com Naldo & Lula
Em 1996, formou dupla com seu irmão Lula e começou a cantar em eventos e bares. Em 1999, chegaram a gravar um disco pela EMI que não foi lançado por problemas burocráticos. O CD continha composições dos dois irmãos. Segundo Naldo, era um disco altamente pop, que já dava uma dica do cantor que ele viria a se tornar. Em 2001, lançaram o single físico promocional da música “Chinelada”. Pouco tempo depois lançaram o primeiro e único álbum da dupla Naldo & Lula. Porém, devido a pouca divulgação, tanto a música como o CD não tiveram repercussão nas rádios. Segundo entrevista a rádio FM O Dia, Naldo não gostava muito e achava que não tinha a ver com ele, portanto, hoje em dia considera como início da carreira a fase a partir de 2005.
Suas músicas lançadas a partir de 2005 fizeram sucesso relativo nas rádios e festas do Rio de Janeiro e de algumas outras cidades próximas. A primeira canção lançada em várias rádios da cidade foi ‘’Tá Surdo’’, em 2005, com produção de DJ Marlboro.  Em 2007, Naldo participou dos DVDs da Furacão 2000, tsunami 1 e 2, junto com seu irmão, lançando "Tá Surdo". Já o primeiro sucesso a nível nacional foi ‘’Como Mágica’’, em 2007, que alcançou rádios de todo o país ficando entre as mais tocadas e levando a dupla a diversos programas de TV como Domingão do Faustão, Eliana, entre outros. Pouco antes do fim da dupla, em 2008, o segundo CD com as recentes músicas lançadas estava quase pronto, porém, não chegou ser lançado. Em 2008, seu irmão Lula foi encontrado morto em uma favela do Rio de Janeiro, depois de um mês desaparecido.

### 2009–presente: Carreira solo

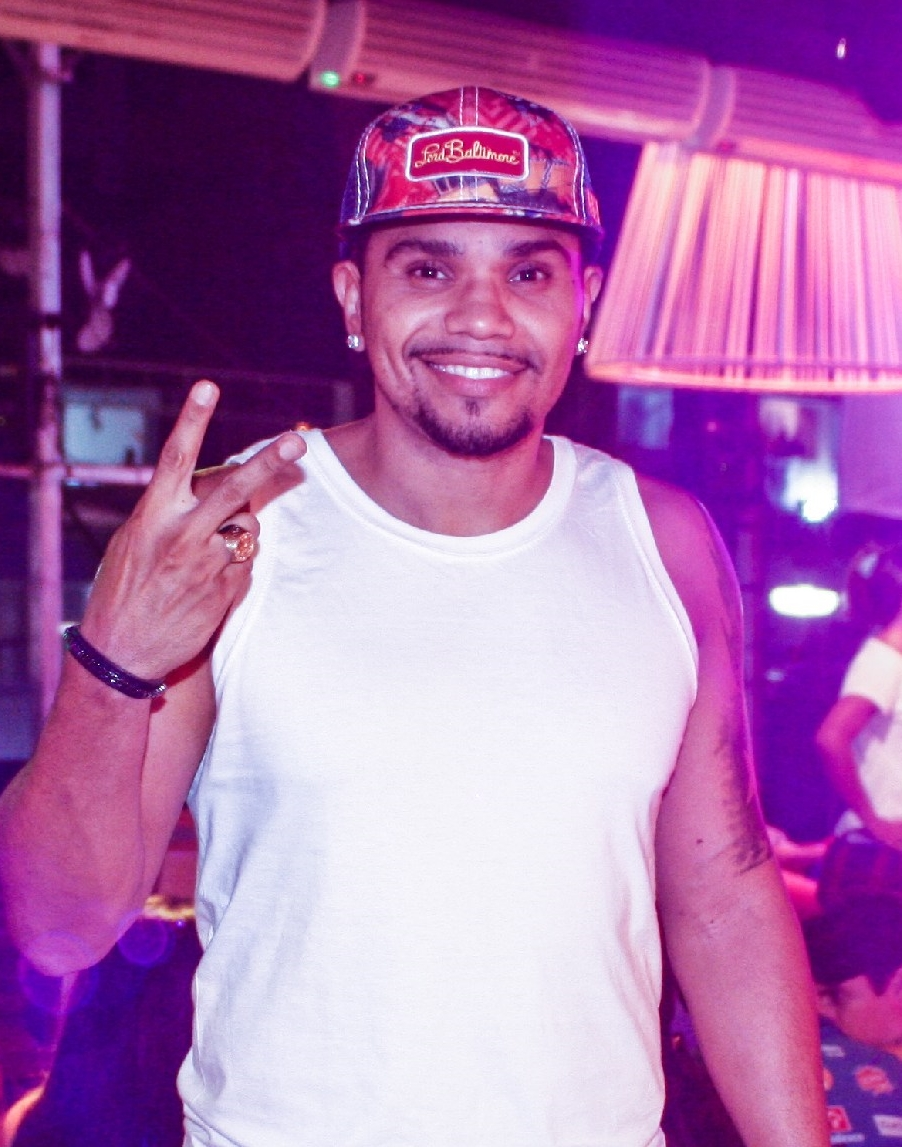
Naldo em 2013.

Em 2009, começou a trabalhar em seu primeiro trabalho solo. Nesse mesmo ano lançou, seu primeiro álbum de estúdio, Na Veia, que contou com 12 composições de sua autoria sozinho e com parceiros, dentre as quais "Na Veia", "Como Mágica" (com Lula) e "Seu Jorge" (com Alexandre Pires e Lula). Em 2011, lançou o álbum ao vivo Na Veia Tour, gravado durante um show realizado no Citibank Hall no Rio de Janeiro, que contou com o repertório de antigos sucessos como "Chantilly", "Me chama que eu vou", "Meu corpo quer você", e ainda com quatro inéditas "Eu venci", "Eu quero você", "Outra vez" e "Minha Cinderela". Nesse show recebeu como convidados os artistas Xande de Pilares, Preta Gil e Buchecha. Nesse mesmo ano a gravação de "Meu corpo quer você", com a participação de Preta Gil, foi incluída na trilha sonora da novela Salve Jorge, da TV Globo. Teve composições interpretadas por vários artistas, dentre os quais Belo, Perla, Elba Ramalho, Roupa Nova e Claudinho & Buchecha. Em 2012, convida Fat Joe Florida para participar na música "Se joga".
Com o sucesso, o cantor anunciou que estaria mudando seu nome artístico de Naldo para 'Naldo Benny'. Ele explicou à rádio Beat98 que Benny vem do hebraico e significa "abençoado". Em maio de 2013, lançou um disco de vinil, Benny Elétrico, contendo seus últimos singles em versões de estúdio e remixes. Em 6 de novembro de 2015, lançou seu segundo álbum de estúdio #Sarniô. Em 2017, assinou com a Universal e, em 29 de maio, lançou o EP Conexões.

## Vida pessoal
Apesar de não ser religioso, Naldo foi criado em uma família que frequenta a Assembleia de Deus, onde seus pais têm o cargo de guardiões. Em 1995, Naldo saiu da casa dos pais para morar com sua primeira namorada, a empresária Branka Silva. O casal teve um filho, Pablo Jorge, nascido em 1998. Em 2003, após oito anos vivendo juntos, oficializaram a união em uma cerimônia civil, mas se separaram em 2010, e se divorciaram em 2017. Em entrevistas, Branka admitiu ter feito quatro abortos, e que foi obrigada pelo ex-marido a fazer isso, já que possuíam uma condição financeira difícil, e ele não queria ser pai novamente. Em 2010, Naldo começou a namorar a dançarina Ellen Cardoso, com quem foi viver junto em 2013. Em 26 de fevereiro de 2015, nasceu a única filha do casal, Maria Victória. Ellen já tem um filho do primeiro casamento, assim como Naldo.
Em dezembro de 2017, seu casamento com Ellen chegou ao fim, quando ele foi denunciado por Ellen, que o acusou de tê-la agredido. Naldo também foi preso por possuir uma arma em sua residência sem possuir habilitação para porte de arma. Sua ex-esposa veio a público afirmar que Naldo a traía com Ellen, e que, depois de ele casar com Ellen, Branka voltou a se relacionar com Naldo, mas que logo se separaram. O mais polêmico fato foi que Branka afirmou que também era constantemente traída e agredida por Naldo durante o casamento que tiveram. Branka atualmente está separada do segundo marido, com quem teve uma filha.

## Características artísticas

### Estilo musical e influências
Suas músicas são classificadas como dos gêneros R&B e pop. Naldo disse que não se interessa pelo "funk proibido", afirmando: "Eu nem entro neste universo, acho que não precisa ser assim. Dá para fazer um som para cima, animado, com nível e sem perder a classe." Ele cita Chris Brown e Kanye West como suas influências musicais.

### Composições
Como o próprio cantor afirma suas composições de música funk não apelam para uma linguagem erótica. O crítico musical Silvio Essinger relatou: "Acho o show dele ótimo" [...] "Naldo tem uma voz acima da média, com extensão. E conhece os artifícios para conquistar o público. Desde apelar para o sentimentalismo, ao falar do irmão, até alternar entre momentos R&B e algo mais.
Em 6 de fevereiro de 2013, Marina Simões, do Diario de Pernambuco, publicou um artigo escrito por Tiago Barbosa afirmando que o artista encontrou um flanco aberto para o gosto musical brasileiro a partir da repaginação do funk e da mistura desenvolvida com pitadas da música eletrônica [...] Considerado o Chris Brown brasileiro, Naldo removeu os termos mais pesados do estilo proibidão dos hits executados nos bailes cariocas e imprimiu uma cadência dançante – sem perder a malícia e a sensualidade características das composições. As canções dele falam de amor, de balada, de relacionamento sem a idealização levada ao extremo do romantismo ou o apelo erótico explícito habitual dos MCs. A dosagem entre a medida certa de sentimento e realidade, a exemplo do fenômeno visto com o sertanejo universitário, permitiu ao cantor ser pop e desfrutar de prestígio entre públicos distintos e avessos a rótulos pregados nos estilos dos quais ele próprio se alimenta.

### Apresentações ao vivo
Durante o ano de 2012, Naldo fez apresentações em diversos programas televisivos nacionais. Em 7 de outubro de 2012, o artista fez uma apresentação ao vivo de "Amor de Chocolate" (Composição Eliézer Ribeiro) no programa televisivo brasileiro Domingão do Faustão. O artista também apresentou a canção juntamente com "Exagerado" no programa televisivo Caldeirão do Huck em 15 de setembro e em 26 de junho no Legendários juntamente com "Meu corpo quer Você", ambos em 2012.

## Discografia
| Álbuns de estúdio - Na Veia (2009) - Sarniô (2016) Extended plays (EPs) - Verão (2014) - Conexões (2017) | Álbuns ao vivo - Na Veia Tour (2011) - Multishow Ao Vivo Naldo Benny (2013) |

## Filmografia
| Ano  | Programa            | Cargo                 | Notas                               |
| ---- | ------------------- | --------------------- | ----------------------------------- |
| 2014 | Domingo da Gente    | Apresentador especial | Episódio: "23 de fevereiro de 2014" |
| 2014 | Sai do Chão         | Apresentador especial | Episódio: "19 de janeiro de 2014"   |
| 2016 | Saltibum            | Participante          | Temporada 3                         |
| 2021 | Power Couple Brasil | Participante          | Power Couple Especial               |
| 2023 | Casais em Apuros    | Participante          | Temporada 1                         |

## Publicidade
| Ano     | Título      | Cargo / Personagem | Notas |
| ------- | ----------- | ------------------ | ----- |
| 2013-14 | Os Pilhados | Turbinaldo         | Voz   |